# Kotur, Parasgad
Kotur là một làng thuộc tehsil Parasgad, huyện Belgaum, bang Karnataka, Ấn Độ.